# Новоалександровка (Панинский район)
Новоалександровка — село в Панинском районе Воронежской области России.
Входит в состав Красненского сельского поселения.

## География

### Улицы
- ул. Дзержинского
- ул. Суворова

## Население
| 2000 | 2005 | 2010 |
| ---- | ---- | ---- |
| 327  | ↘292 | ↘230 |